# Шелест Олександр Олександрович
Шелест Олександр Олександрович (нар. 15 березня 1988, Лисичанськ, Сіверськодонецький район, Луганська область, УРСР) — український блогер, журналіст, телеведучий. В минулому ведучий на луганському телеканалі «UA: Донбас» та автор і ведучий шоу «Шоу Шелеста» на заблокованому проросійському каналі «NewsOne». Автор та ведучий YouTube-каналів «Александр Шелест» і «Шелест. Акценты». З березня 2024 року, згідно з рішенням Центру протидії дезінформації при РНБО України, його основний YouTube-канал «Александр Шелест» було внесено до списку проросійських медіа.
З 11 квітня 2025 року YouTube канал «Александр Шелест» та ряд інших було заблоковано для перегляду на території України за просування проросійских наративів, згідно з рішенням Центру протидії дезінформації.

## Життєпис
Шелест Олександр Олександрович народився 15 березня 1988 року у Лисичанську Сіверськодонецького району Луганської області.
Навчався у лисичанській школі № 27. Завдяки перемозі в шкільному конкурсі 2005 року був зарахуваний на бюджет без вступних екзаменів на факультет української філології до Луганського національного університету ім. Шевченка, який закінчив 2009 року. Цього ж року почав працювати ведучим ранкової програми «Підйом» і вікторини «Ваш хід» на телеканалі «ЛОТ».

## Діяльність
З 2009 року працював ведучим на луганському телеканалі «ЛОТ» (тепер «Суспільне Донбас»), де вів ранкове телешоу «Підйом» та вікторину «Ваш хід». У 2015 році став головним редактором суспільно-політичних програм телеканалу. У 2018 році став лінійним продюсером каналу.
У грудні 2018 року став ведучим на проросійському телеканалі «NewsOne», пов'язаному з Віктором Медведчуком. На цьому каналі він став ведучим суспільно-політичної телепрограми «Шоу Шелеста», де гості популяризували проросійську партію «ОПЗЖ» та самого Медведчука.
З серпня 2022 року почав вести свій російськомовний YouTube-канал «Александр Шелест», де спілкується з гостями.

## Критика
У лютому 2014 року брав участь у мітингу на Луганщині, підтримуючи проросійський «референдум», хоча згодом назвав це мітингом «на підтримку діючого [на той момент] уряду» Януковича та «за референдум про децентралізацію».
З грудня 2018 року працював ведучим на проросійському телеканалі «NewsOne», який згодом було заборонено через антиукраїнську діяльність.
У березні 2024 року Центр протидії дезінформації при РНБО України звинуватив Шелеста у поширенні проросійської пропаганди та вказав на його діяльність у YouTube. Він запрошує гостей, які часто висловлюють проросійські погляди, зокрема, схвально говорять про російсько-українську війну. Серед таких гостей — Дмитро Корнійчук, Ігор Мосійчук та інші.
З 2018 року, після початку роботи на «NewsOne», Шелест регулярно критикує українську владу, зокрема, президентів Порошенка та Зеленського.

## Родина
Дружина Юлія Шелест, двоє синів.